# Aire d'attraction de Dives-sur-Mer
L'aire d'attraction de Dives-sur-Mer est un zonage d'étude défini par l'Insee pour caractériser l’influence de la commune de Dives-sur-Mer sur les communes environnantes. Publiée en octobre 2020, elle se substitue à l'aire urbaine de Dives-sur-Mer, qui comportait 32 communes dans le dernier zonage qui remontait à 2010.

## Définition
L'aire d'attraction d'une ville est composée d’un pôle, défini à partir de critères de population et d’emploi ainsi que d’une couronne constituée des communes dont au moins 15 % des actifs travaillent dans le pôle. Le pôle d’attraction constitue ainsi un point de convergence des déplacements domicile-travail,.

## Type et composition
L’aire d'attraction de Dives-sur-Mer est une aire intra-départementale qui comporte 12 communes dans le Calvados. 
Elle est catégorisée dans les aires de moins de 50 000 habitants, une catégorie qui regroupe 12,2 % au niveau national.

### Carte

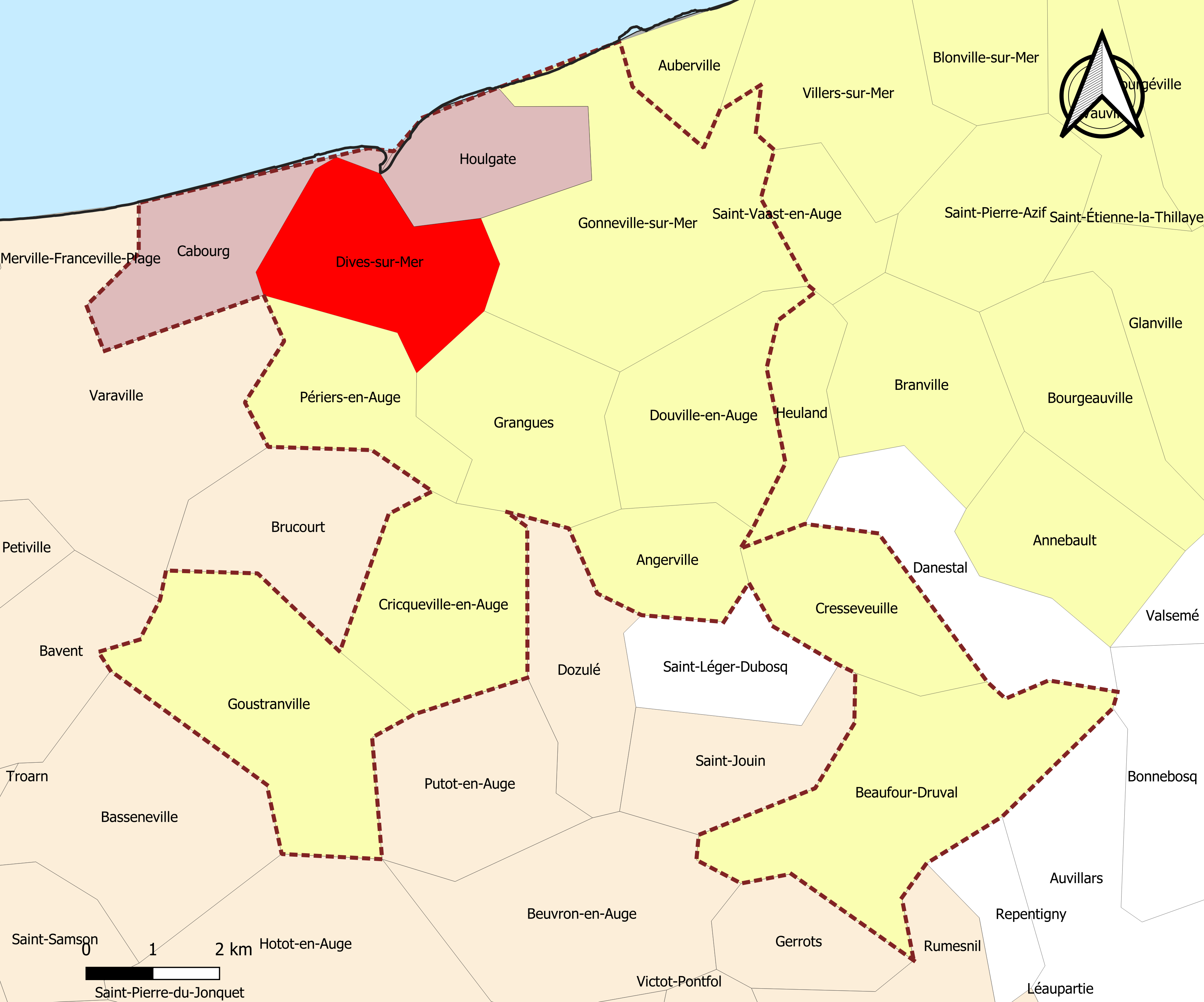
Carte de l'aire d'attraction de Dives-sur-Mer.
Commune-centre
Commune du pôle principal
Commune de la couronne

### Composition communale
| Nom                            | Code Insee | Département | Statut                    | Superficie (km2) | Population (dernière pop. légale) | Densité (hab./km2) | Modifier                                    |
| ------------------------------ | ---------- | ----------- | ------------------------- | ---------------- | --------------------------------- | ------------------ | ------------------------------------------- |
| Dives-sur-Mer (commune-centre) | 14225      | Calvados    | commune-centre            | 6,46             | 5 129 (2022)                      | 794                | modifier les données · modifier les données |
| Cabourg                        | 14117      | Calvados    | commune du pôle principal | 5,52             | 3 654 (2022)                      | 662                | modifier les données · modifier les données |
| Houlgate                       | 14338      | Calvados    | commune du pôle principal | 4,69             | 1 657 (2022)                      | 353                | modifier les données · modifier les données |
| Angerville                     | 14012      | Calvados    | commune de la couronne    | 3,91             | 191 (2022)                        | 49                 | modifier les données · modifier les données |
| Cresseveuille                  | 14198      | Calvados    | commune de la couronne    | 5,48             | 255 (2022)                        | 47                 | modifier les données · modifier les données |
| Cricqueville-en-Auge           | 14203      | Calvados    | commune de la couronne    | 6,79             | 184 (2022)                        | 27                 | modifier les données · modifier les données |
| Douville-en-Auge               | 14227      | Calvados    | commune de la couronne    | 6,17             | 221 (2022)                        | 36                 | modifier les données · modifier les données |
| Beaufour-Druval                | 14231      | Calvados    | commune de la couronne    | 11,34            | 444 (2022)                        | 39                 | modifier les données · modifier les données |
| Gonneville-sur-Mer             | 14305      | Calvados    | commune de la couronne    | 12,38            | 652 (2022)                        | 53                 | modifier les données · modifier les données |
| Goustranville                  | 14308      | Calvados    | commune de la couronne    | 10,35            | 327 (2022)                        | 32                 | modifier les données · modifier les données |
| Grangues                       | 14316      | Calvados    | commune de la couronne    | 6,61             | 289 (2022)                        | 44                 | modifier les données · modifier les données |
| Périers-en-Auge                | 14494      | Calvados    | commune de la couronne    | 5,09             | 121 (2022)                        | 24                 | modifier les données · modifier les données |